# Blaesoxipha gemina
Blaesoxipha gemina är en tvåvingeart som beskrevs av Hardy 1943. Blaesoxipha gemina ingår i släktet Blaesoxipha och familjen köttflugor. Inga underarter finns listade i Catalogue of Life.